# TT67
| Aa5 · p | w | s | n · b |

| Aa5 · p | w | s | n · b |

TT67 (Theban Tomb 67) è la sigla che identifica una delle Tombe dei Nobili ubicate nell’area della cosiddetta Necropoli Tebana, sulla sponda occidentale del Nilo dinanzi alla città di Luxor, in Egitto. Destinata a sepolture di nobili e funzionari connessi alle case regnanti, specie del Nuovo Regno, l'area venne sfruttata, come necropoli, fin dall'Antico Regno e, successivamente, sino al periodo Saitico (con la XXVI dinastia) e Tolemaico.

## Titolare
TT67 era la tomba di:
| Titolare  | Titolo                | Necropoli           | Dinastia/Periodo           | Note                                                                        |
| --------- | --------------------- | ------------------- | -------------------------- | --------------------------------------------------------------------------- |
| Hapuseneb | Primo Profeta di Amon | Sheikh Abd el-Qurna | XVIII dinastia (Hatshepsut | versante nord-est della collina, a nord-ovest della TT69 e vicino alla TT68 |

## Biografia
Hapuseneb, Primo Profeta di Amon durante il regno di Hatshepsut, era figlio di Hapu, Terzo Prete lettore di Amon, e Ahhotep, Concubina reale; ebbe per moglie Amenhotep.

## La tomba
Si sviluppa partendo da una facciata con otto pilastri in cui alcune scene, molto malridotte, sono relative all'abbattimento di alberi nella terra di Punt; sono inoltre visibili anche alcune navi ed è rappresentata la costruzione di alcuni carri. Pochi resti, inoltre, di testi sacri e dedicatori. Un lungo corridoio, privo di rilievi e dipinti, e in cui è possibile solo leggere alcuni testi relativi ai genitori, dà accesso a una camera il cui soffitto è sorretto da quattro colonne. Sul fondo tracce di scavo probabilmente in previsione di un ampliamento della tomba.

### Annotazioni
1. ↑  La prima numerazione delle tombe, dalla numero 1 alla 253, risale al 1913 con l’edizione del "Topographical Catalogue of the Private Tombs of Thebes" di Alan Gardiner e Arthur Weigall. Le tombe erano numerate in ordine di scoperta e non geografico; ugualmente in ordine cronologico di scoperta sono le tombe dalla 253 in poi.
2. ↑  I campi della Duat, ovvero l'aldilà egizio, si trovavano, secondo le credenze, proprio sulla riva occidentale del grande fiume.
3. ↑  Nella sua epoca di utilizzo, l'area era nota come "Quella di fronte al suo Signore" (con riferimento alla riva orientale, dove si trovavano le strutture dei Palazzi di residenza dei re e i templi dei principali dei) o, più semplicemente, "Occidente di Tebe".
4. ↑  le Tombe dei Nobili, benché raggruppate in un'unica area, sono di fatto distribuite su più necropoli distinte.
5. ↑  Le note, sovente di inquadramento topografico della tomba, sono tratte dal "Topographical Catalogue" di Gardiner e Weigall, ed. 1913 e fanno perciò riferimento alla situazione dell'epoca.

### Fonti
1. 1 2 3  Porter e Moss 1927,  p. 133.
2. ↑  Gardiner e Weigall 1913.
3. ↑  Donadoni 1999,  p. 115.
4. ↑  Gardiner e Weigall 1913, pp. 22-23.